# Skrollsvika
Skrolsvik o Skrollsvika es una localidad del suroeste de la isla de Senja en la provincia de Troms, Noruega. Pertenece al municipio de Senja, estando el oeste de Å y Stonglandseidet. Posee el puerto que permite la conexión por ferry hacia Harstad, cruzando el Vågsfjorden. Es sede de la capilla de Skrolsvik.